# NGC 277
NGC 277 là một thiên hà hình hạt đậu trong chòm sao Kình Ngư, được Heinrich d'Arrest phát hiện vào ngày 8 tháng 10 năm 1864.